# Taça de Portugal 1944-1945
La Taça de Portugal 1944-1945 fu la settima edizione della Coppa di Portogallo. La squadra vincitrice fu per la seconda volta lo Sporting Lisbona che ebbe la meglio in finale contro l'Olhanense per 1-0 grazie alla rete decisiva di Correia.

## Partecipanti
- Algarve:  Olhanense
- Aveiro:  Oliveirense
- Beja:  Luso Beja
- Braga:  Vitória Guimarães
- Coimbra:  Académica
- Lisbona:  Atlético CP,  Belenenses,  Benfica,  Sporting Lisbona,  Estoril Praia
- Porto:  Boavista,  Porto,  Salgueiros
- Portalegre:  O Elvas
- Setúbal:  CUF Barreiro,  Vitória Setúbal

## Primo Turno
|                  | Risultato |                   | Andata | Ritorno | Spareggio |  |
| ---------------- | --------- | ----------------- | ------ | ------- | --------- |  |
| Vitória Setúbal  | 8 - 2     | Vitória Guimarães | 1 - 0  | 7 - 2   |           |  |
| Sporting Lisbona | 4 - 1     | Porto             | 0 - 0  | 4 - 1   |           |  |
| Olhanense        | 7 - 2     | CUF Barreiro      | 3 - 2  | 4 - 0   |           |  |
| Oliveirense      | 6 - 3     | Luso Beja         | 4 - 0  | 2 - 3   |           |  |
| Boavista         | 5 - 3     | Académica         | 2 - 2  | 3 - 1   |           |  |
| Benfica          | 11 - 5    | Salgueiros        | 2 - 4  | 9 - 1   |           |  |
| Belenenses       | 1 - 1     | Estoril Praia     | 1 - 0  | 0 - 1   | 2 - 1     |  |
| Atlético CP      | 7 - 4     | O Elvas           | 2 - 3  | 5 - 1   |           |  |

## Quarti di finale
|                  | Risultato |             | Andata | Ritorno |  |
| ---------------- | --------- | ----------- | ------ | ------- |  |
| Vitória Setúbal  | 4 - 2     | Boavista    | 3 - 0  | 1 - 2   |  |
| Sporting Lisbona | 12 - 2    | Oliveirense | 8 - 1  | 4 - 1   |  |
| Olhanense        | 7 - 1     | Atlético CP | 5 - 0  | 2 - 1   |  |
| Benfica          | 11 - 6    | Belenenses  | 7 - 1  | 4 - 5   |  |

## Semifinali
|                  | Risultato |                 | Andata | Ritorno | Spareggio |  |
| ---------------- | --------- | --------------- | ------ | ------- | --------- |  |
| Sporting Lisbona | 4 - 4     | Benfica         | 1 - 2  | 3 - 2   | 1 - 0     |  |
| Olhanense        | 3 - 2     | Vitória Setúbal | 0 - 2  | 3 - 0   |           |  |

## Finale
| Arbitro: | Domingos Miranda (Oporto) |

|  |           |             |
|  | Marcatori | 86’ Correia |

| Olhanense | Sporting CP |

### Formazioni
| Olhanense   |   |                    |
|             |   |                    |
| POR         | 1 | José Abraão ()     |
| DIF         |   | Nunes              |
| DIF         |   | Santos             |
| DIF         |   | António Rodrigues  |
| CEN         |   | Joaquim Paulo      |
| CEN         |   | Grazina            |
| CEN         |   | Loulé              |
| CEN         |   | Moreira            |
| ATT         |   | Fernando Cabrita   |
| ATT         |   | Salvador           |
| ATT         |   | Francisco Palmeiro |
| Sostituiti: |   |                    |
| Allenatore: |   |                    |
| Cassiano    |   |                    |

| Sporting Lisbona    |   |                   |
|                     |   |                   |
| POR                 | 1 | João Azevedo      |
| DIF                 |   | Álvaro Cardoso    |
| DIF                 |   | Octávio Barrosa   |
| CEN                 |   | João Nogueira     |
| CEN                 |   | António Lourenço  |
| CEN                 |   | Veríssimo Alves   |
| CEN                 |   | Manuel Marques () |
| ATT                 |   | Albano            |
| ATT                 |   | Jesus Correia     |
| ATT                 |   | João Cruz         |
| ATT                 |   | Armando Ferreira  |
| Sostituiti:         |   |                   |
| Allenatore:         |   |                   |
| Cândido de Oliveira |   |                   |